# إميل ماسون
إميل ماسون (بالفرنسية: Émile Masson senior) ولد بتاريخ 16 أكتوبر 1888 في بلجيكا، وتوفي في 25 أكتوبر 1973 في بلجيكا، كان دراج بلجيكي في صنف سباق الدراجات على الطريق.

## سجل النتائج

### سباقات أو مراحل فاز بها
- طواف فرنسا

## وصلات خارجية
- الموقع الرسمي

## روابط خارجية
- إميل ماسون على موقع أرشيف الدراجات (الإنجليزية)
- إميل ماسون على موقع إحصائيات الدراجات الإحترافية (الإنجليزية)
- إميل ماسون على موقع CycleBase (الإنجليزية)
- Emile Masson profile